# Smart Went Crazy
 Smart Went Crazy foi uma banda de rock americana originária de Washington, D.C.

## História
Smart Went Crazy lançou seu primeiro EP, Cubbyhole, em 1994, lançado independentemente pela própria gravadora, CozyDisc. Em 1995, firmaram parceria com a Dischord Records e lançaram seu primeiro álbum completo, Now We're Even. Este foi lançado de forma independente pelo selo deles, CozyDisc. Em 1995, eles desenvolveram um relacionamento com a Dischord Records e lançaram seu primeiro álbum completo, Now We're Even, em 1995.
Após três turnês pelos Estados Unidos em apoio a Now We're Even e com a substituição do baterista Tony Dennison por Devin Ocampo, lançaram seu álbum seguinte, Con Art, em 1997. Pouco depois do lançamento do álbum e devido a crescentes divisões internas, a banda se dissolveu em 1998. 
Após o término, vários membros se juntaram a outras bandas: Faraquet (Jeff Boswell, Devin Ocampo), The Caribbean (Tony Dennison) e Beauty Pill (Chad Clark, Abram Goodrich e Ocampo).
O segundo e último álbum, Con Art, foi selecionado para a lista dos melhores álbuns da década de 1990 da Pitchfork.

## Discografia
- Cubbyhole EP (1994)
- Now We're Even (1995)
- Con Art (1997)